# Mykola Yanovych Azarov
Mykola Yanovych Azarov (tiếng Ukraina: Микола Янович Азаров) hoặc Nikolay Yanovich Azarov (tiếng Nga: Никола́й Я́нович Азaров); sinh ngày 17 tháng 12 năm 1947 là một chính trị gia người Nga, đảng viên Đảng Khu vực của Ukraine. Ông lên làm Thủ tướng Ukraina vào ngày 11 tháng 3 năm 2010, và cũng được bầu làm chủ tịch đảng Khu vực, thay thế Viktor Fedorovych Yanukovych khi ông ta đắc cử tổng thống Ukraina vào năm 2010. Azarov từ chức thủ tướng trong cao trào đợt biểu tình Euromaidan vào ngày 28 tháng 1 năm 2014.

## Xuất thân
Ông Azarov có tên khai sinh là Nikolay Yanovich Pakhlo (tiếng Nga: Николай Янович Пахло), sinh tại Kaluga, Cộng hòa xã hội chủ nghĩa Liên bang Nga. Ông tốt nghiệp Đại học Quốc gia Moskva, có học vị tiến sĩ địa lý và khai mỏ. Từ năm 1984, ông tới định cư ở Ukraina.

## Sự nghiệp chính trị
Ông Azarov từng giữ các cương vị sau:
- 1995-1997: Chủ tịch Ủy ban Ngân sách của Quốc hội Ukraina.
- 1996-2002: Tổng cục Trưởng Tổng cục Thuế
- Cuối 2002-cuối 2004: Phó Thủ tướng thứ nhất trong Nội các của Thủ tướng Viktor Fedorovych Yanukovych, Tổng thống Leonid Danylovych Kuchma.
- 7/12/-28/12/2004: Quyền Thủ tướng
- 4/8/2006-2007: Phó Thủ tướng thứ nhất kiêm Bộ trưởng Bộ Tài chính trong Nội các lần 2 của Thủ tướng Viktor Fedorovych Yanukovych

Ông là đảng viên Đảng Khu vực, và là Chủ tịch Đảng vào các năm 2001 và 2010.
Ngày 11/3/2010, Quốc hội Ukraina đã bầu ông Mykola Yanovych Azarov làm Thủ tướng. Ông Azarov là đồng chí, đồng minh thân cận của đương kim Tổng thống Ukraina Viktor Fedorovych Yanukovych.

## Nhận xét
Ông Azarov bị phê bình là nói tiếng Ukraina kém. Nhật báo The Guardian của Anh hôm 11/3/2010 nhận xét rằng Azarov là người thân Nga nhất trong các thành viên của nội các mới.

## Hình ảnh

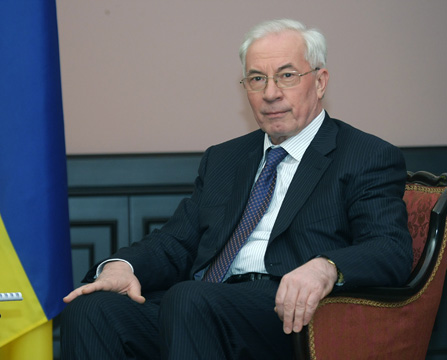